# ヴァカボ
株式会社ヴァカボは、日本のインターネットサービス事業、SPツールの企画・制作・販売事業を行う企業。

## 概要
インターネットサービス
- SNSを起点に食に関する資格者などが活躍できるプラットフォームを提供

SPツールの企画・制作・販売
- SPツールの企画・制作・販売事業提供

365Market
- 資格が活かせる　食のお仕事発見コミュニティ

365market.jp